# Laprugne
 (août 2013).
Si vous disposez d'ouvrages ou d'articles de référence ou si vous connaissez des sites web de qualité traitant du thème abordé ici, merci de compléter l'article en donnant les références utiles à sa vérifiabilité et en les liant à la section « Notes et références ».
Laprugne est une commune française, située dans le département de l'Allier en région Auvergne-Rhône-Alpes.

## Géographie

### Localisation
Laprugne est une commune située à l'extrême sud-est du département de l'Allier, à la limite de celui de la Loire, entre la montagne bourbonnaise et les monts de la Madeleine. Elle occupe la haute vallée de la Besbre, entre le roc de Gabelous (969 m) et les Pierres du Jour (1165 m).
À vol d'oiseau, elle est à 11,1 km au sud-est du Mayet-de-Montagne, à 27,6 km au sud-est de Cusset, à 29,3 km au sud-est de la sous-préfecture Vichy, 30,6 km au sud-sud-est de Lapalisse et à 71,9 km au sud-sud-est du chef-lieu du département Moulins. La ville la plus proche est Roanne (25,7 km), dans le département de la Loire.
Huit communes, dont quatre dans le département limitrophe de la Loire (neuf en incluant le quadripoint avec Les Noës), jouxtent Laprugne :
| Ferrières-sur-Sichon | Saint-Nicolas-des-Biefs, La Chabanne | Les Noës (42, quadripoint) |
| Lavoine              | Laprugne                             | Arcon (42), Cherier (42)   |
|                      | Saint-Priest-la-Prugne (42)          | La Tuilière (42)           |

### Géologie et relief
La superficie de la commune est de 3 461 hectares ou 34,61 km2 ; son altitude varie entre 549 et 1 164 mètres (au point culminant de la commune, dans la forêt de l'Assise, aux Pierres du Jour, à l'est de la commune).
L'altitude moyenne de la commune est de 857 m, celle de la mairie est de 700 m.[réf. nécessaire]

#### Caractéristiques géologiques
Laprugne est entourée par des massifs granitiques (les monts de la Madeleine et les Bois Noirs).

#### Environnement
Le sud et l'ouest de la commune sont occupés par le massif forestier d'altitude des Bois Bizin. Le roc des Gabelous, point culminant du massif (980 m), se trouve sur Laprugne. La limite avec la commune voisine de Ferrières-sur-Sichon, à l'ouest, suit pour l'essentiel le chemin de crête.
Des forêts entourent le village et les arbres les plus courants sont les hêtres, les frênes, les châtaigniers, les noyers, les chênes et les sapins. La forêt domaniale de l'Assise tient une part importante dans le massif forestier prugnard (environ 680 ha).

### Hydrographie
La commune est traversée par la Besbre, affluent de la Loire ; c'est le point le plus bas de la commune avec 549 m d'altitude[réf. nécessaire], à la limite nord, lorsqu'elle quitte Laprugne pour entrer dans la commune de La Chabanne.

### Climat
Pour des articles plus généraux, voir Climat d'Auvergne-Rhône-Alpes et Climat de l'Allier.
En 2010, le climat de la commune est de type climat des marges montargnardes, selon une étude du CNRS s'appuyant sur une série de données couvrant la période 1971-2000. En 2020, Météo-France publie une typologie des climats de la France métropolitaine dans laquelle la commune est exposée à un climat de montagne ou de marges de montagne et est dans la région climatique Nord-est du Massif Central, caractérisée par une pluviométrie annuelle de 800 à 1 200 mm, bien répartie dans l’année.
Pour la période 1971-2000, la température annuelle moyenne est de 9,5 °C, avec une amplitude thermique annuelle de 15,7 °C. Le cumul annuel moyen de précipitations est de 1 089 mm, avec 11,9 jours de précipitations en janvier et 8,2 jours en juillet. Pour la période 1991-2020, la température moyenne annuelle observée sur la station météorologique de Météo-France la plus proche, « Saint-Nicolas », sur la commune de Saint-Nicolas-des-Biefs à 9 km à vol d'oiseau, est de 8,2 °C et le cumul annuel moyen de précipitations est de 1 387,2 mm,. Pour l'avenir, les paramètres climatiques de la commune estimés pour 2050 selon différents scénarios d'émission de gaz à effet de serre sont consultables sur un site dédié publié par Météo-France en novembre 2022.

## Urbanisme

### Typologie
Au 1er janvier 2024, Laprugne est catégorisée commune rurale à habitat très dispersé, selon la nouvelle grille communale de densité à 7 niveaux définie par l'Insee en 2022.
Elle est située hors unité urbaine et hors attraction des villes,.

### Occupation des sols

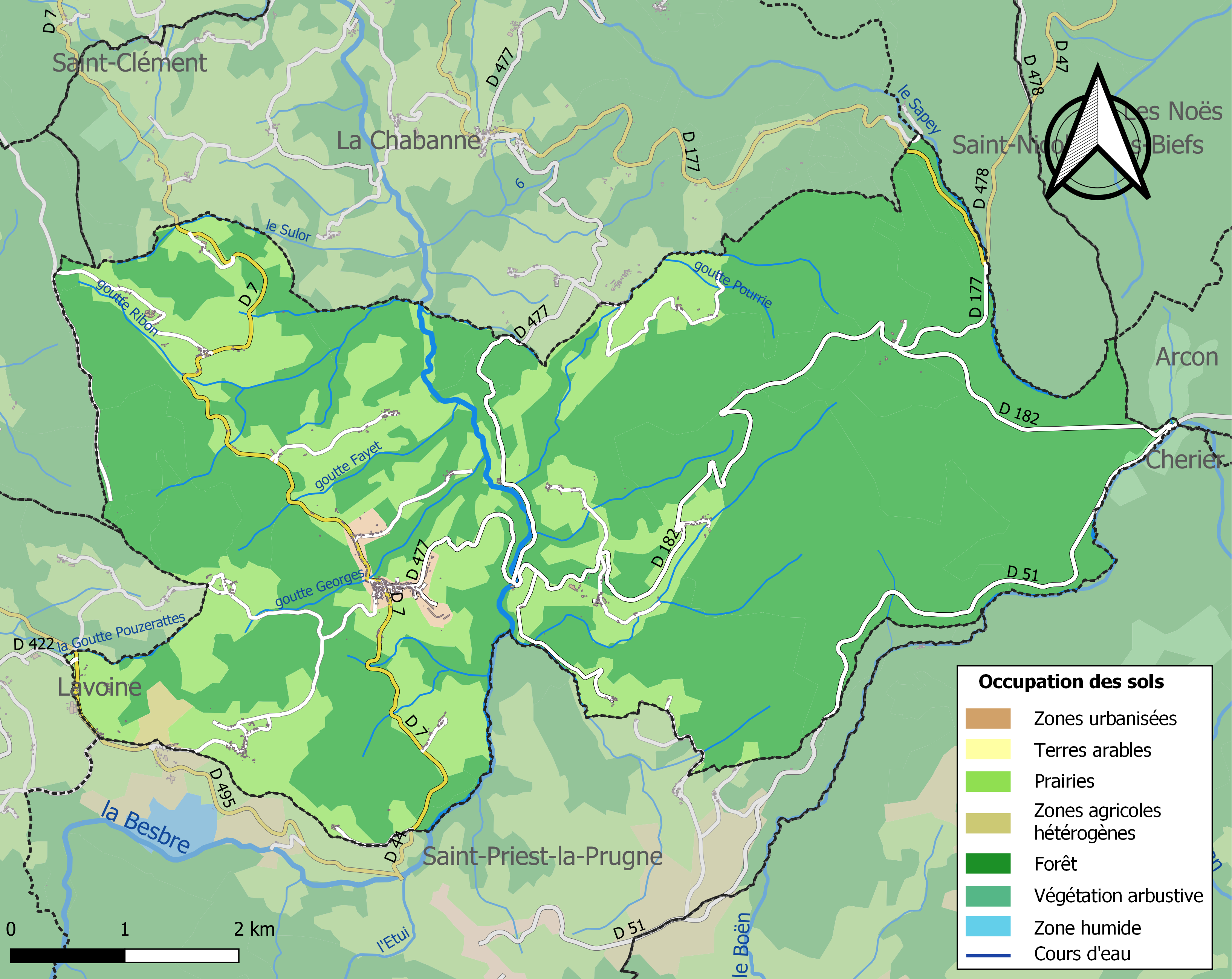
Carte des infrastructures et de l'occupation des sols de la commune en 2018 (CLC).

L'occupation des sols de la commune, telle qu'elle ressort de la base de données européenne d’occupation biophysique des sols Corine Land Cover (CLC), est marquée par l'importance des forêts et milieux semi-naturels (73 % en 2018), une proportion sensiblement équivalente à celle de 1990 (72,5 %). La répartition détaillée en 2018 est la suivante : forêts (72,8 %), prairies (25,6 %), zones urbanisées (0,9 %), zones agricoles hétérogènes (0,5 %), milieux à végétation arbustive et/ou herbacée (0,2 %).
L'IGN met par ailleurs à disposition un outil en ligne permettant de comparer l’évolution dans le temps de l’occupation des sols de la commune (ou de territoires à des échelles différentes). Plusieurs époques sont accessibles sous forme de cartes ou photos aériennes : la carte de Cassini (XVIIIe siècle), la carte d'état-major (1820-1866) et la période actuelle (1950 à aujourd'hui).

### Logement
En 2012, la commune comptait 529 logements, contre 531 en 2007. La majorité de ces logements sont des résidences secondaires, au nombre de 309 (soit 58,4 %) ; en outre, 30,3 % étaient des résidences principales et 11,3 % des logements vacants. Ces logements étaient pour 64,8 % d'entre eux des maisons individuelles et pour 35,2 % des appartements.
La proportion des résidences principales, propriétés de leurs occupants était de 85,8 %, en hausse sensible par rapport à 2007 (85,1 %). La part de logements HLM loués vides était de 2,6 % (contre 1,2 %).

### Planification de l'aménagement
L'ancienne communauté de communes de la Montagne bourbonnaise, dont Laprugne était membre, avait prescrit l'élaboration d'un plan local d'urbanisme intercommunal (PLUi) en 2014. À la suite de la fusion de la communauté de communes avec la communauté d'agglomération de Vichy Val d'Allier le 1er janvier 2017, c'est Vichy Communauté qui poursuit les procédures de l'élaboration de ce document, approuvé en conseil communautaire le 31 mars 2022 et exécutoire depuis le 13 mai 2022.

### Voies de communication et transports
La commune est traversée par plusieurs routes départementales. La principale route d'accès est la route départementale 7, reliant Lapalisse et Le Mayet-de-Montagne à Saint-Priest-la-Prugne.
La route départementale 177 relie Saint-Clément à la station de ski de la Loge des Gardes, à l'est de la commune ; c'est aussi le point de départ de la route départementale 478 menant à Saint-Nicolas-des-Biefs, en longeant la frontière départementale. Une RD 477 relie La Chabanne à Laprugne sans passer par la station.
La route départementale 182 relie le centre du village à la station de ski de la Loge des Gardes et au département de la Loire en direction de l'agglomération roannaise, vers la RD 51 (gérée par le conseil départemental de la Loire malgré un passage sur le territoire de la commune).
Entre 1911 et 1949, la commune était desservie par la ligne unique à voie métrique reliant Vichy à Saint-Just-en-Chevalet  (« le tacot de la Montagne bourbonnaise »), avec la gare de Lavoine-Laprugne. Y passait même un temps un train Vichy-Roanne.

## Toponymie
Les habitants sont appelés les Prugnards et les Prugnardes. Le nom vient de l'arpitan local La Prugnaz.
Laprugne est en effet une des quelques communes du département de l'Allier à faire partie de l'aire linguistique du francoprovençal (arpitan). Cette aire linguistique comprend aussi dans le sud-est du Bourbonnais les communes de Saint-Pierre-Laval, Saint-Nicolas-des-Biefs, La Chabanne et Lavoine.

## Histoire

### Préhistoire
Comme preuve de l'occupation humaine à l'époque préhistorique, deux haches polies ont été découvertes à Ratignier et aux Pouzerattes, puis placées au musée Déchelette à Roanne. Elles datent du paléolithique. Des morceaux de hache de l'âge de bronze ont été aussi trouvées sur le chemin de la ligue ainsi que les restes d'une enceinte fortifiée au Point du Jour (village situé à 940 mètres d'altitude sur la commune de Laprugne).

### Antiquité
Dès le Ier siècle, les Romains passaient par Laprugne pour aller de Vichy à Feurs.

### Moyen Âge
Projectus, évêque d'Auvergne du VIIe siècle a donné le nom de Laprugne au village. Le nom viendrait de l'arbre « prunier » du latin prunhia.
Dès le XIIe siècle, les terres de Laprugne furent rattachées à l'abbaye de Cusset. L'abbesse Agnès, supérieure de l'abbaye , créa plusieurs prieurés. Celui de Laprugne fut l'un des plus importants. Le territoire formera la paroisse de Laprugne.
Le Châtelard : les religieuses fortifieront un endroit favorable pour se protéger des dangers extérieurs (brigands, bandes armées et épidémies de peste) ; elles se retrancheront au Châtelard (petit château fort). Le château tomba en ruines et, en 1473, l'abbesse Blanche demanda à Louis XI de reconstruire la forteresse. Celui-ci accepta la reconstruction de la place forte. À ce jour, il ne reste rien de ce château, seul le nom de Châtelard est conservé par le lieu-dit.
L'une des cloches de l'église de Laprugne, datant de 1474, est une des plus anciennes du département.

### Époque moderne
Dans la deuxième moitié du XVIe siècle, le pays est déchiré par les luttes entre protestants et catholiques. Le chemin de la Ligue, utilisé par les ligueurs qui suivaient ce chemin pour surveiller les alentours, existe toujours. Ce chemin est situé sur la crête de la commune de Laprugne.
Au XVIIe siècle, Laprugne faisait partie de la province du Bourbonnais, pays de grande gabelle, où l'on payait l'impôt sur le sel, la gabelle, beaucoup plus cher qu'en Auvergne, pays rédimé de gabelle. Une contrebande active s'exerçait donc à la frontière entre ces deux provinces. Un poste de surveillance situé sur le chemin de la Ligue, nommé le Roc des Gabelous, dominait à 980 mètres d'altitude la commune de Laprugne ; il existe encore aujourd'hui.
Aux XVIIIe et XIXe siècles, des centaines de garçons ont quitté la paroisse, chassés par la nécessité, pour devenir sabotiers dans les provinces voisines. Plus d'une centaine ont été ainsi localisés par les généalogistes du seul département de l'Yonne (ex. à Thorigny-sur-Oreuse depuis 1775). Il s'agit d'une immigration professionnelle exclusivement centrée autour d'une seule paroisse[réf. nécessaire].

### Époque contemporaine
La commune est créée en 1790.
Les abbesses quitteront Laprugne après plus de neuf siècles passés dans leur domaine lors de la Révolution française. Fin juillet 1792, la grande peur s'empara de la population mais rien ne se produisit sinon le pillage de quelques châteaux des environs. De nombreux biens seront vendus, dont le pré de la Cure appartenant à l'abbaye de Cusset. Après l'abolition du culte catholique, de nombreux prêtres réfractaires se réfugient dans la forêt de l'Assise et disent la messe du dimanche en cachette. Après la Terreur, l'église Saint-Jean-Baptiste de Laprugne est rouverte au culte.
Sous l'Empire, de nombreux conscrits se cachèrent aussi dans la forêt de l'Assise.
En 1842, débute l'exploitation de mines de plombs argentifères, puis plus tard d'étain et de cuivre.
En 1850, une partie de la commune de Laprugne est détachée au profit de la commune de La Chabanne.
Sous le règne de Napoléon III, l'abbé Querry sera à l'origine de la tradition de l'agneau de la Saint-Jean. À la suite d'une maladie qui décimait les troupeaux de moutons, un paysan demanda à l'abbé de venir bénir le troupeau. Le mal disparut. L'abbé demanda qu'à chaque Saint-Jean, un agneau soit amené et béni pendant la messe. Cet agneau fut ensuite vendu aux enchères au profit de la paroisse. Chaque année, un agneau est donné par un agriculteur de la région. Et la tradition de l'agneau de la Saint-Jean continue depuis cette époque.
En 1911, la ligne de train à voie métrique du réseau secondaire de l'Allier, de Vichy à Ferrières-sur-Sichon est prolongée jusqu'à Laprugne, puis par le col du Bon Louis, jusqu'à Saint-Just-en-Chevalet dans la Loire et au réseau de ce département. Cela permit l'expansion des mines.
En 1924, implantation du monument aux morts en granit gris. Les tables d'inscription sont en granit rose. Une croix de guerre est sculptée.
En 1933, début de la commercialisation de l'eau minérale Charrier, qui jusqu'alors sous son nom d'origine, La Bouna Font, ne servait que pour hydrater les mineurs.
En 1952, début d'extraction d'uranium dans la commune voisine de Saint-Priest-Laprugne. Laprugne va largement en bénéficier, voyant sa population passait de 900 à 1400 habitants. La cité Magnan, comprenant 120 logements et un nouveau groupe scolaire sont construits.
En 1953, la mine de cuivre et d'étain est définitivement fermée.
En 1958, rachat de la source Charrier par le groupe Perrier. L'année suivante, l'exploitation de l'eau minérale atteint son apogée avec son célèbre slogan publicitaire « bébé aime Charrier » jouant sur la relation entre Brigitte Bardot (BB) et Jacques Charrier et la naissance de leur enfant.
En 1960, aménagement de la station de ski de la Loge des Gardes.
En 1980, les ouvertures de mines d'uranium à Lodève entrainent la fermeture de celle de Saint-Priest-la-Prugne et le départ de nombreux habitants à Laprugne.
En 1996, fin de l'exploitation de la source Charrier.

## Politique et administration

### Administration municipale
Monique Montibert, ancienne adjointe, a été élue maire à l'issue des élections municipales de 2014, lors du conseil municipal suivant immédiatement les élections, lequel a désigné trois adjoints.
En 2020, Séverine Thomas-Mollon succède à Monique Montibert à la mairie. Trois adjoints ont été désignés.

### Liste des maires
| Période                                  | Période                     | Identité               | Étiquette     | Qualité                                 |
| ---------------------------------------- | --------------------------- | ---------------------- | ------------- | --------------------------------------- |
| Les données manquantes sont à compléter. |                             |                        |               |                                         |
| 1792                                     | 1794                        | Gilbert Côte           |               |                                         |
| 1794                                     | 1795                        | Gaspard Blettery       |               |                                         |
| 1795                                     | 1797                        | Gilbert Laurand        |               |                                         |
| 1798                                     | 1802                        | Benoit Lalias          |               |                                         |
| 1802                                     | 1808                        | Joseph Laurand         |               |                                         |
| 1808                                     | 1815                        | Simon Cornil           |               |                                         |
| 1815                                     | 1821                        | Pierre Debertaud       |               |                                         |
| 1821                                     | 1837                        | Jacques Carlier        |               |                                         |
| 1837                                     | 1843                        | Gilbert Laurand        |               |                                         |
| 1843                                     | 1848                        | Benoit Laurand         |               |                                         |
| 1848                                     | 1870                        | Jean Moussé            |               |                                         |
| 1870                                     | 1878                        | Jean Lallias           |               |                                         |
| 1878                                     | 1884                        | Octave Basselier       |               |                                         |
| 1884                                     | 1888                        | Jean Moussé            |               |                                         |
| 1888                                     | 1904                        | Jean-Baptiste Moussé   |               |                                         |
| 1904                                     | 1927                        | Jules Moussé           |               | Notaire                                 |
| 1927                                     | 1971                        | Robert Moussé          | Centre droite | Notaire, conseiller général (1961-1973) |
| 1971                                     | 1977                        | Fernand Martin         |               | Instituteur                             |
| 1977                                     | 1983                        | Gabriel Grangeon       |               | Retraité des travaux publics            |
| 1983                                     | 1995                        | Brigitte Cloux         |               |                                         |
| 1995                                     | 2008                        | Frédéric Fossaert      |               |                                         |
| mars 2008                                | avril 2014                  | Eric Duray             |               |                                         |
| avril 2014                               | mai 2020                    | Monique Montibert      |               | Retraitée                               |
| mai 2020                                 | En cours (au 11 avril 2022) | Séverine Thomas-Mollon |               | Directrice d'hôtel-restaurant           |

## Équipements et services publics

### Enseignement
Laprugne dépend de l'académie de Clermont-Ferrand. Elle gère l'école élémentaire publique Victor-Schœlcher (douze élèves).
Les collégiens sont scolarisés au Mayet-de-Montagne et les lycéens au lycée Albert-Londres à Cusset.

## Population et société

### Démographie

#### Évolution démographique
L'évolution du nombre d'habitants est connue à travers les recensements de la population effectués dans la commune depuis 1793. Pour les communes de moins de 10 000 habitants, une enquête de recensement portant sur toute la population est réalisée tous les cinq ans, les populations de référence des années intermédiaires étant quant à elles estimées par interpolation ou extrapolation. Pour la commune, le premier recensement exhaustif entrant dans le cadre du nouveau dispositif a été réalisé en 2008.

En 2022, la commune comptait 310 habitants, en évolution de −2,52 % par rapport à 2016 (Allier : −1,38 %, France hors Mayotte : +2,11 %).
| 1793  | 1800  | 1806  | 1821  | 1831  | 1836  | 1841  | 1846  | 1851  |
| ----- | ----- | ----- | ----- | ----- | ----- | ----- | ----- | ----- |
| 1 648 | 1 719 | 1 438 | 1 534 | 1 752 | 1 869 | 1 904 | 1 956 | 1 710 |

| 1856  | 1861  | 1866  | 1872  | 1876  | 1881  | 1886  | 1891  | 1896  |
| ----- | ----- | ----- | ----- | ----- | ----- | ----- | ----- | ----- |
| 1 714 | 1 595 | 1 644 | 1 645 | 1 732 | 1 572 | 1 585 | 1 517 | 1 507 |

| 1901  | 1906  | 1911  | 1921  | 1926  | 1931  | 1936 | 1946 | 1954 |
| ----- | ----- | ----- | ----- | ----- | ----- | ---- | ---- | ---- |
| 1 490 | 1 466 | 1 345 | 1 263 | 1 173 | 1 125 | 981  | 994  | 921  |

| 1962  | 1968  | 1975  | 1982 | 1990 | 1999 | 2006 | 2008 | 2013 |
| ----- | ----- | ----- | ---- | ---- | ---- | ---- | ---- | ---- |
| 1 306 | 1 415 | 1 015 | 560  | 509  | 405  | 370  | 360  | 328  |

| 2018 | 2022 | - | - | - | - | - | - | - |
| ---- | ---- | - | - | - | - | - | - | - |
| 315  | 310  | - | - | - | - | - | - | - |

#### Pyramide des âges
En 2021, le taux de personnes d'un âge inférieur à 30 ans s'élève à 16,8 %, soit en dessous de la moyenne départementale (29,0 %). À l'inverse, le taux de personnes d'âge supérieur à 60 ans est de 45,0 % la même année, alors qu'il est de 35,6 % au niveau départemental.
En 2021, la commune comptait 147 hommes pour 164 femmes, soit un taux de 52,73 % de femmes, légèrement supérieur au taux départemental (52,03 %).
Les pyramides des âges de la commune et du département s'établissent comme suit :
| Hommes | Classe d’âge | Femmes |
| ------ | ------------ | ------ |
| 0,0    | 90 ou +      | 2,5    |
| 11,0   | 75-89 ans    | 15,9   |
| 33,9   | 60-74 ans    | 26,7   |
| 24,7   | 45-59 ans    | 26,2   |
| 14,3   | 30-44 ans    | 11,4   |
| 7,5    | 15-29 ans    | 7,4    |
| 8,6    | 0-14 ans     | 9,9    |

| Hommes | Classe d’âge | Femmes |
| ------ | ------------ | ------ |
| 1,2    | 90 ou +      | 3      |
| 10     | 75-89 ans    | 13,4   |
| 21,3   | 60-74 ans    | 22     |
| 20,6   | 45-59 ans    | 19,6   |
| 15,7   | 30-44 ans    | 15     |
| 15,6   | 15-29 ans    | 12,9   |
| 15,7   | 0-14 ans     | 14     |

### Sports
La station de ski de la Loge des Gardes a été l'arrivée d'une étape de Paris-Nice à deux reprises, en 2023 (le 8 mars) et 2025 (le 12 mars), se concluant chacune par une ascension de 1re catégorie (6,7 km à 7,1 %).

## Économie

### Revenus de la population et fiscalité
En 2011, le revenu fiscal médian par ménage s'élevait à 20 558 €, ce qui plaçait Laprugne au 30 566e rang des communes de plus de 49 ménages en métropole.

### Emploi
En 2012, la population âgée de 15 à 64 ans s'élevait à 197 personnes, parmi lesquelles on comptait 71,7 % d'actifs dont 56 % ayant un emploi et 15,7 % de chômeurs.
On comptait 44 emplois dans la zone d'emploi. Le nombre d'actifs ayant un emploi résidant dans la zone étant de 115, l'indicateur de concentration d'emploi est de 38,7 %, ce qui signifie que la commune offre moins d'un emploi par habitant actif.
85 des 115 personnes âgées de 15 ans ou plus (soit 73,9 %) sont des salariés. 36,9 % des actifs travaillent ailleurs dans le département, 29,7 % dans une autre région et 27,9 % dans la commune même.

### Entreprises
Au 1er janvier 2013, Laprugne comptait quinze entreprises : deux dans l'industrie, aucune dans la construction, onze dans le commerce, les transports et les services divers et deux dans le secteur administratif.
En outre, elle comptait 22 établissements.

### Tourisme
Au 1er janvier 2015, la commune comptait un seul hôtel non classé de onze chambres.

## Culture locale et patrimoine

### Lieux et monuments
- L'église Saint-Jean-Baptiste, construite en 1877 d'après les plans de l'architecte Moreau de Moulins. De style ogival néo-roman, en granit gris, elle possède trois beaux vitraux dans le chœur.
- Une des plus vieilles cloches du département se trouve dans le clocher de l'église Saint-Jean-Baptiste de Laprugne. Datée de 1474, elle porte les armes de la famille de Beaujeu et aurait été donnée par Anne de Beaujeu.
- Trois cloches sont classées monument historique au titre objet le 7 avril 1902 :
  - une cloche du XIIIe siècle[39] ;
  - une cloche de 1485[40] ;
  - la cloche, dite « de Villefranche », du XVIe siècle[41].
- Station de sports d'hiver de la Loge des Gardes.
- Les mines et la source de Charrier : Bonne fontaine.
- Col du Beaulouis (823 m) sur l'ancienne route nationale 495, en limite avec la Loire.

### Personnalités liées à la commune
- Marinette Menut, pharmacienne et résistante auvergnate, y est née.

### Laprugne dans la littérature et les arts
Au début du roman fantastique de René Barjavel, Une rose au paradis (1981), le village de Laprugne est cité et il sert de toile de fond au départ de l'action.

### Héraldique
| Blason de Laprugne | Blason  | D'azur à une palme d'or posée en pal, accostée de deux étoiles en chef et de deux croissants en pointe, le tout du même. |
| Blason de Laprugne | Détails | Le statut officiel du blason reste à déterminer.                                                                         |